# Antonio Stucchi
Antonio Stucchi (...) è un astronomo amatoriale italiano.
Il Minor Planet Center lo accredita per la scoperta dell'asteroide 278591 Salò, effettuata il 15 luglio 2008 in collaborazione con Mario Tonincelli.